# ديفيد س. هندرسون
ديفيد س. هندرسون (بالإنجليزية: David C. Henderson)‏ هو لاعب كرة قدم أمريكية أمريكي، (ولد في بيدفورد في الولايات المتحدة 1917  م).